# دنیای مصور

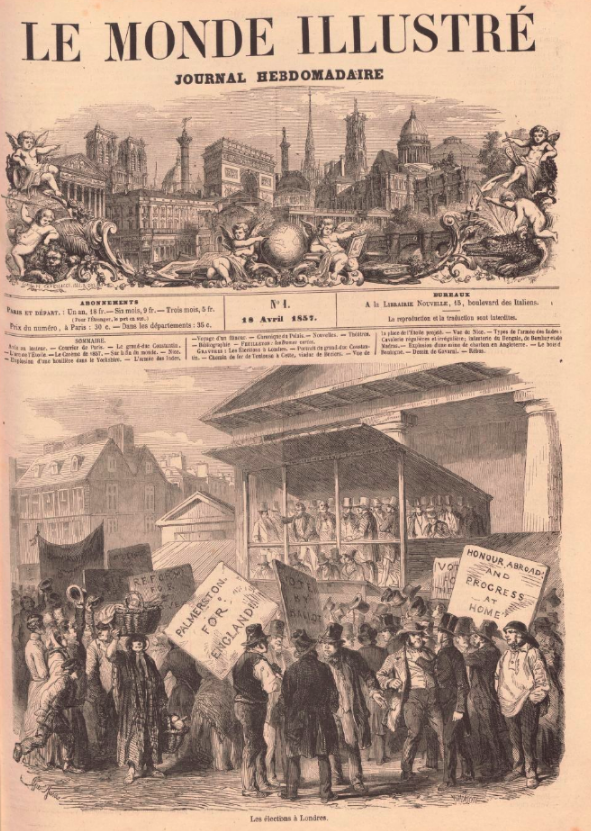
یکی از اولین شماره (۱۸ آوریل ۱۸۵۷) دربارهٔ هفدهمین انتخابات پارلمان انگلیس.

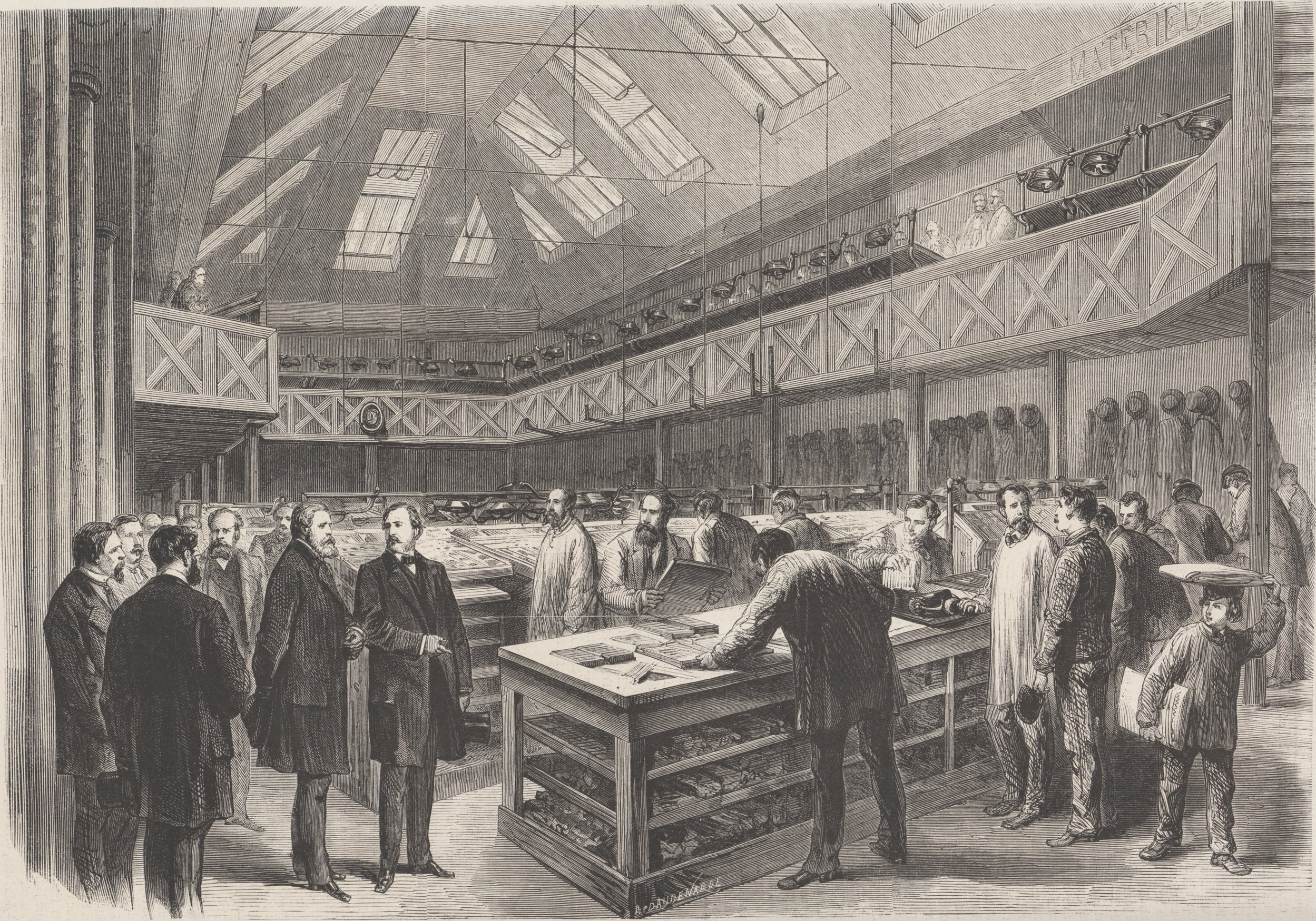
امپراتور برزیل، پدروی دوم، از کارگاه‌های مجله جهانی جهان مصور (لو موند ایلوستره) در (۳ فوریه ۱۸۷۲) بازدید کرد.

دنیای مصور (به فرانسوی: Le Monde illustré) و با نام اصلی لو موند ایلوستره یک مجله خبری برجسته در فرانسه بود که از سال‌های ۱۸۵۷ تا ۱۹۴۰ و دوباره از سال ۱۹۴۵ تا ۱۹۵۶ منتشر شد. از بسیاری جهات شبیه به روزنامه انگلیسی معاصر خود با نام اخبار مصور لندن (The Illustrated London News) بود و نباید با روزنامه فرانسوی لو موند اشتباه گرفته شود.

## حکاکی‌های چوب

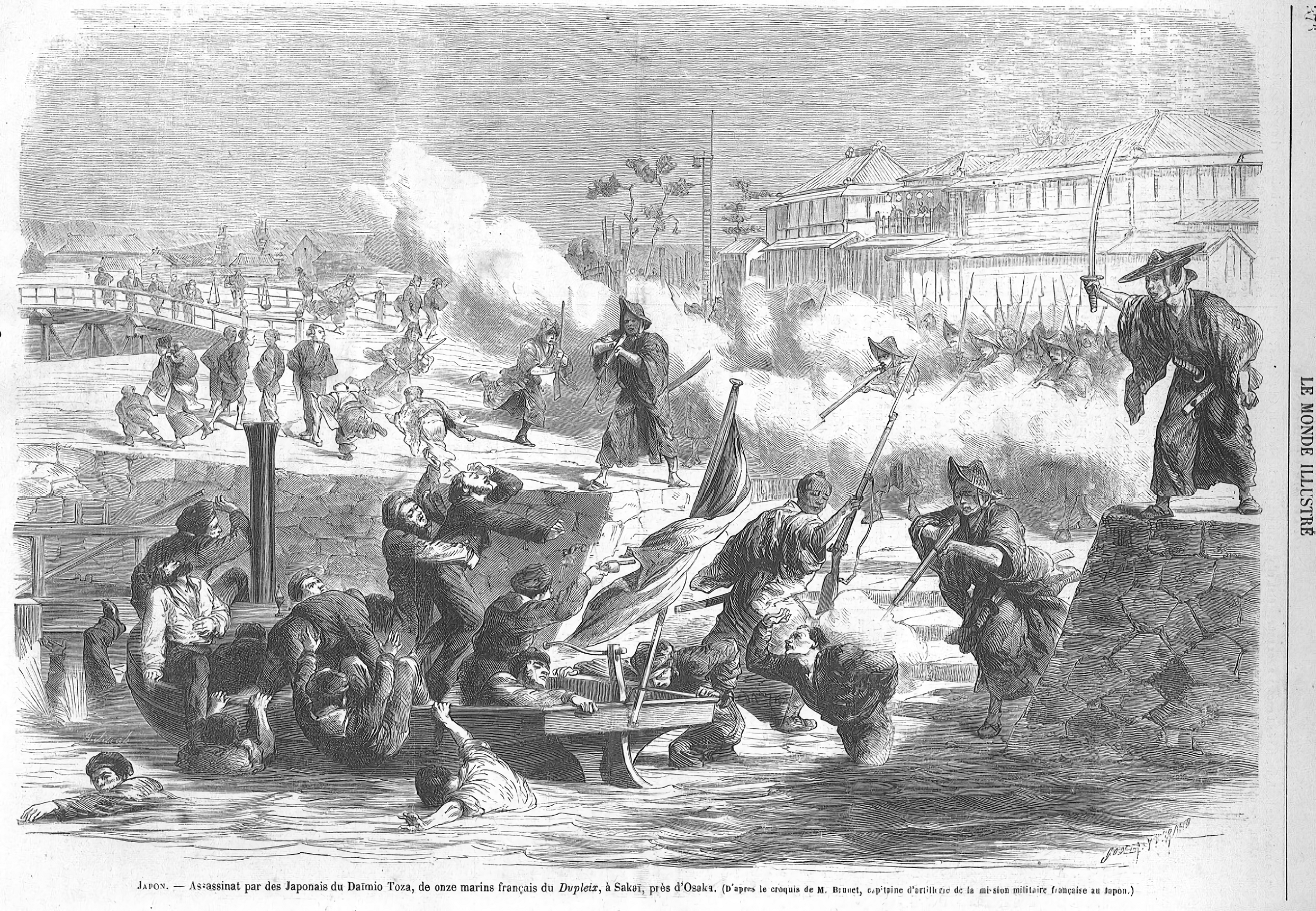
ساکای ۱۸۶۸
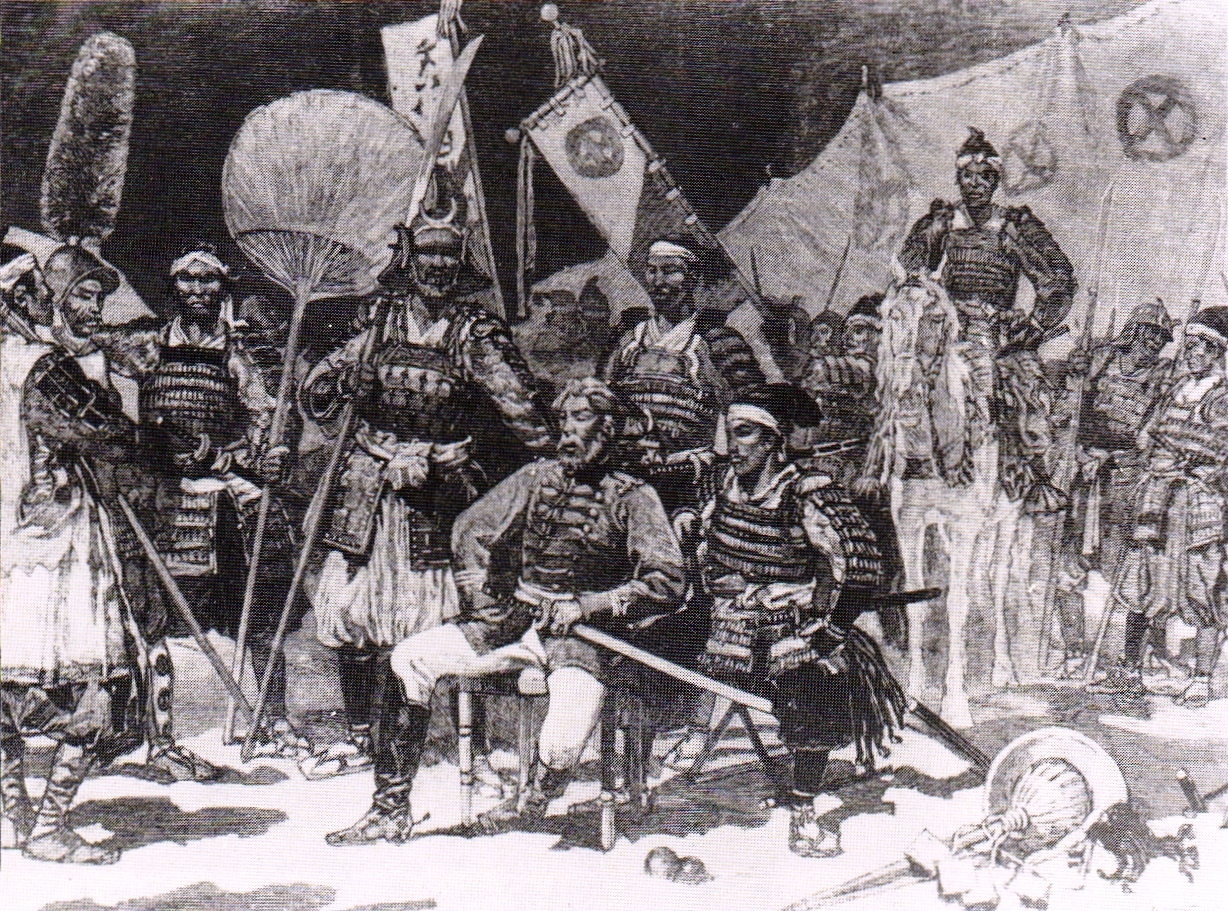
سایگو تاکاموری (نشسته ، با لباس غربی) ، که محصور افسرانش است، با آرایش سامورایی. مقاله خبری در لو موند ایلوستره، ۱۸۷۷.
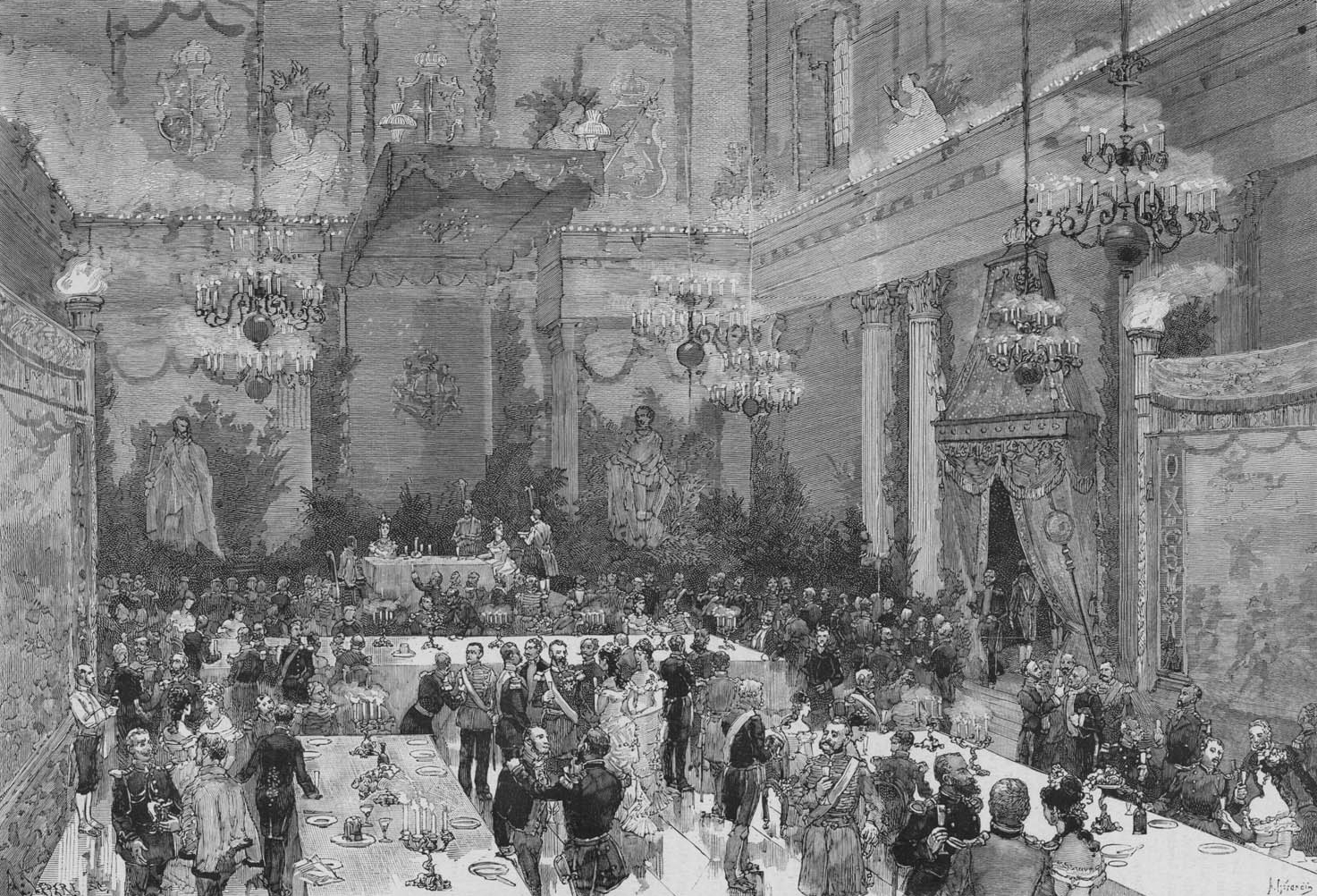
عروسی ولیعهد سوئد گوستاف ۱۸۸۱
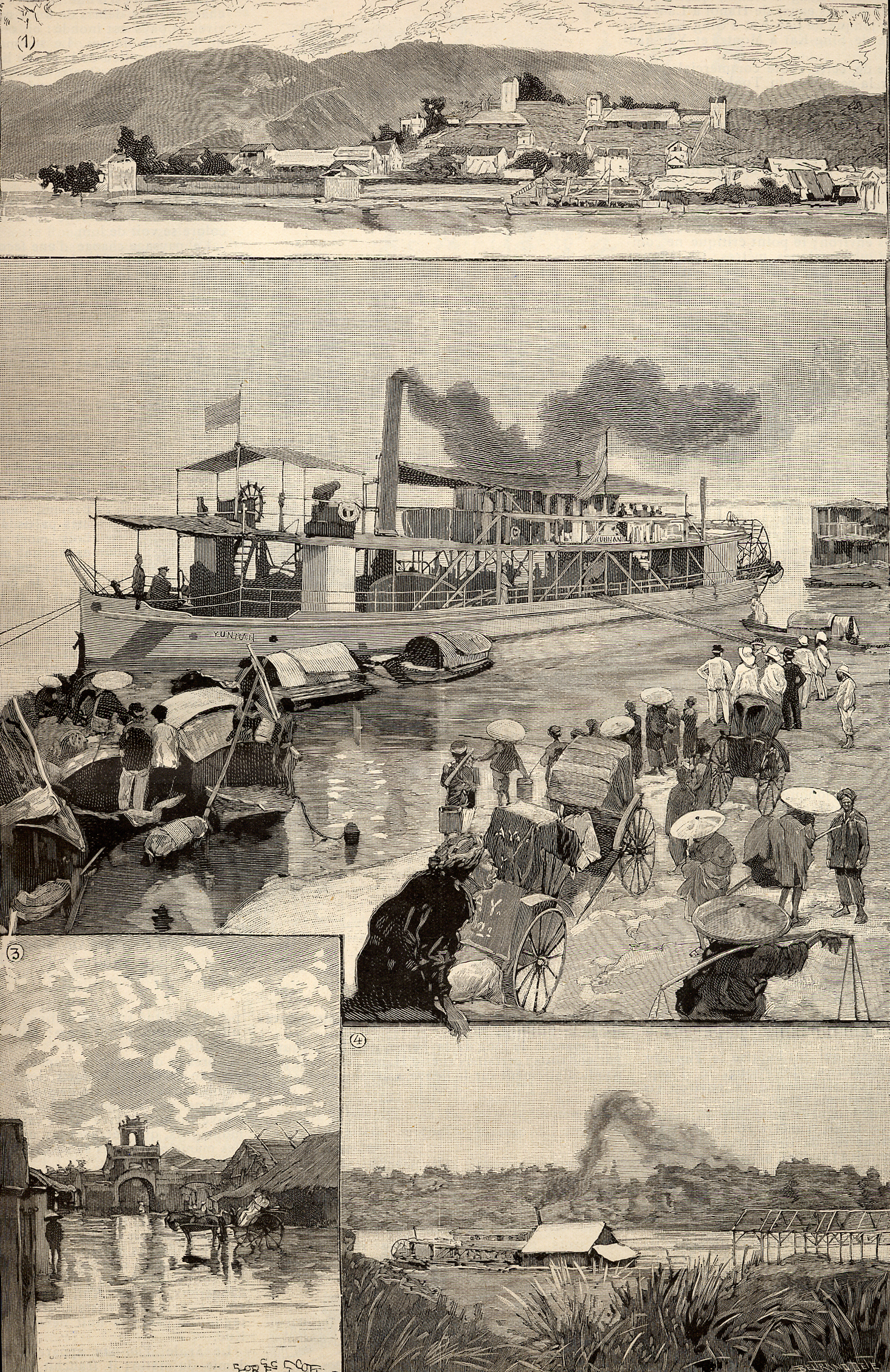
مستعمرات فرانسه در ۱۸۹۱.
۱. پانوراما از لاک کا ، پاسگاه فرانسوی در چین.
۲. یون نان، در اسکله هانوی.
۳. خیابان هانوی غرق شده در سیل.
۴. مرحله ورود به هانوی